# Warcraft: Vládce klanů
Warcraft: Vládce klanů je román napsaný spisovatelkou Christie Goldenovou, zasazený do světa Warcraftu, který vytvořila společnost Blizzard Entertainment.

## Děj
Kniha vypráví o životě Thralla, od jeho narození kdy mu byli zabiti rodiče, přes sloužení Aedelasovi Blackmoorovi, až po jeho návrat ke svému kmeni a povýšení na náčelníka orkské Hordy.
Jako dítě našel Thralla Aedelas Blackmoor v lese vedle svých zavražděných rodičů, zabalený v kusu látky. Blackmoor svěřil Thralla sluhovi Foxtonovi a jeho rodině, kde byla i malá holčička Taretha. Když Thrall dospíval, dal ho Blackmoor do vojenského výcviku, kde se měl naučit bojovat se všemi zbraněmi a také mu sehnal učitele, který ho naučil mimo jiné i bojové taktiky a strategie. Thrall byl tak kombinací silného, ale zároveň chytrého a bystrého orka. Po výcviku se stal Thrall gladiátorem, který měl Blackmoorovi vydělat spoustu peněz. Skutečný plán ale byl udělat z Thralla vůdce rozpadnuté Hordy, kterou by Blackmoor ovládal a mohl s ní vytáhnout proti Alianci a stát se tak vládcem obou stran.
Thrall nakonec s pomocí Tarethy utekl. Po pár dnech byl ale chycen a odveden do internačního tábora. Zde viděl, jak špatně je na tom jeho národ a taky se zde seznámil s orkem Kelgarem, který mu pověděl o posedlosti orků démony, zlém Gul'danovi a posledním známém svobodném kmeni Warsong. Když po Thrallovi začal v táboře pátrat Blackmoor, rozhodl se Thrall utéct. Thrall vyhledal kmen Warsong, kde se seznámil s náčelníkem Gromem Hellscreamem, který ho naučil orkský jazyk, orkské zvyky a také pomocí kusu látky, ve které ho Blackmoor našel, zjistil že pochází z kmene Frostwolf žijící v horách.
Thrall se tedy vydal do Alterackých hor hledat svůj kmen kde málem zemřel vyčerpáním, naštěstí ho včas našli Frostwolfové a zachránili. Zde se seznámil s Drek'Tharem, hlavním šamanem kmene a dočasným náčelníkem, který mu pověděl že je syn Durotana. Drek'Tharovi se také podařilo Thralla zasvětit do šamanismu, což byla velká událost, protože byl prvním šamanem přijatým duchy od Drek'Thraových časů, což znamenalo že jim duchové konečně odpustili.
Po několika měsících kmen navštívil neznámý poutník, který jak se později ukázalo byl Orgrim Doomhammer. Drek'Thar ho kontaktoval aby se přesvědčil, že syn Durotana se vrátil. Thrall se na jaře rozhodl shromáždit všechny orky z kmene Frostwolf a Warsong a zaútočit na jeden z internačních táborů. Orkové tábor bez problému dobyli a osvobodili zajaté orky. S každým dalším táborem se zvětšovala velikost nové Hordy. U jednoho z táborů si na ně ale muži Blackmoora počkali, a i když byli lidé znovu poražení, podařilo se jim smrtelně zranit Doomhammera. Doomhammer nakonec po několika hodinách na zranění zemřel, předtím ale jmenoval Thralla novým náčelníkem Hordy a také mu daroval svou zbroj.
Nakonec orkové vytáhli na samotnou pevnost Durnhold. Po velkém boji, při kterém Thrall zabil Blackmoora se orkům podařilo vyhrát. Thrall pomocí šamanismu srovnal město se zemí a lidem nabídl mír.